# Escuela de Guerra Naval (Argentina)
La Escuela de Guerra Naval (ESGN) es un instituto de perfeccionamiento militar de la Armada Argentina con sede en el Centro Educativo de las Fuerzas Armadas en Palermo (CABA) y en la órbita de la Dirección General de Educación de la Armada y la Facultad de la Armada.

## Historia
En 1904, Félix Dufourq explicaba la importancia de una formación continua que acompañara a los oficiales navales a lo largo de sus carreras. A partir de 1910, numerosos jefes argentinos recibieron capacitación en la Academia Naval de los Estados Unidos y en la Escuela de Submarinos.
En 1931, una comisión designada por el presidente de facto José Félix Uriburu recomendó encarecidamente el establecimiento de una academia para los oficiales superiores y jefes. Uriburu creó la escuela con fecha 2 de febrero de 1932. Sin embargo, la asunción de Agustín Pedro Justo como jefe de Estado en ese mismo mes suspendió temporalmente la formación del instituto. Finalmente, el 30 de julio de 1934, la nueva academia naval fue fundada.
En 2006 fue trasladada al Centro Educativo de las Fuerzas Armadas, creado por el Ministerio de Defensa en Palermo (CABA).